# Носата черепаха чорна
Носата черепаха чорна (Rhinoclemmys melanosterna) — вид черепах з роду Носата плямиста черепаха родини Азійські прісноводні черепахи. Інша назва «колумбійська лісова черепаха».

## Опис
Загальна довжина карапаксу досягає 25—29 см. Спостерігається статевий диморфізм: самиці більші за самців. Голова маленька. Ніс витягнутий, проте не сильно. Карапакс доволі плаский, овальної форми з медіальний кілем. На кінцівках є плавальні перетинки, особливо вони розвинені на задніх лапах.
Голова темно—коричнева або чорна з жовто—зеленою, іноді червоною або помаранчевою смугою, яка тягнеться від носа над оком до шиї з обох боків морди. Ще одна більш тонка смужка йде від середини ока до шиї. Нижня частина голови, шия та підборіддя жовтувато—коричневі, можливо з темними плямами з боків голови. Райдужка очей жовта, яскраво біла, може бути блакитна. Карапакс темно—коричневий або чорний зазвичай. Пластрон червоно—коричневий або чорний з жовтим обідком. Кінцівки жовті або жовто—коричневі з чорними плямами.

## Спосіб життя
Полюбляє різні водойми у лісах та саванах. Часто проводить час на березі, гріючись на сонці. харчується здебільшого рослинами, молоді особини також комахами та членистоногими.
Самиця відкладає яйця увесь рік, але здебільшого у червні—серпні та листопаді. У кладці 1-2, рідко 3, еліптичних яйця розміром 48—71x28—38 мм. Самиця відкладає яйця в опале листя. Інкубаційний період триває 85—141 день. Довжина новонароджених черепашенят становить 39—59 мм.

## Розповсюдження
Мешкає від південного сходу Панами, західної Колумбії до північного заходу Еквадору.